# 빈센트 블라스코 이바네스

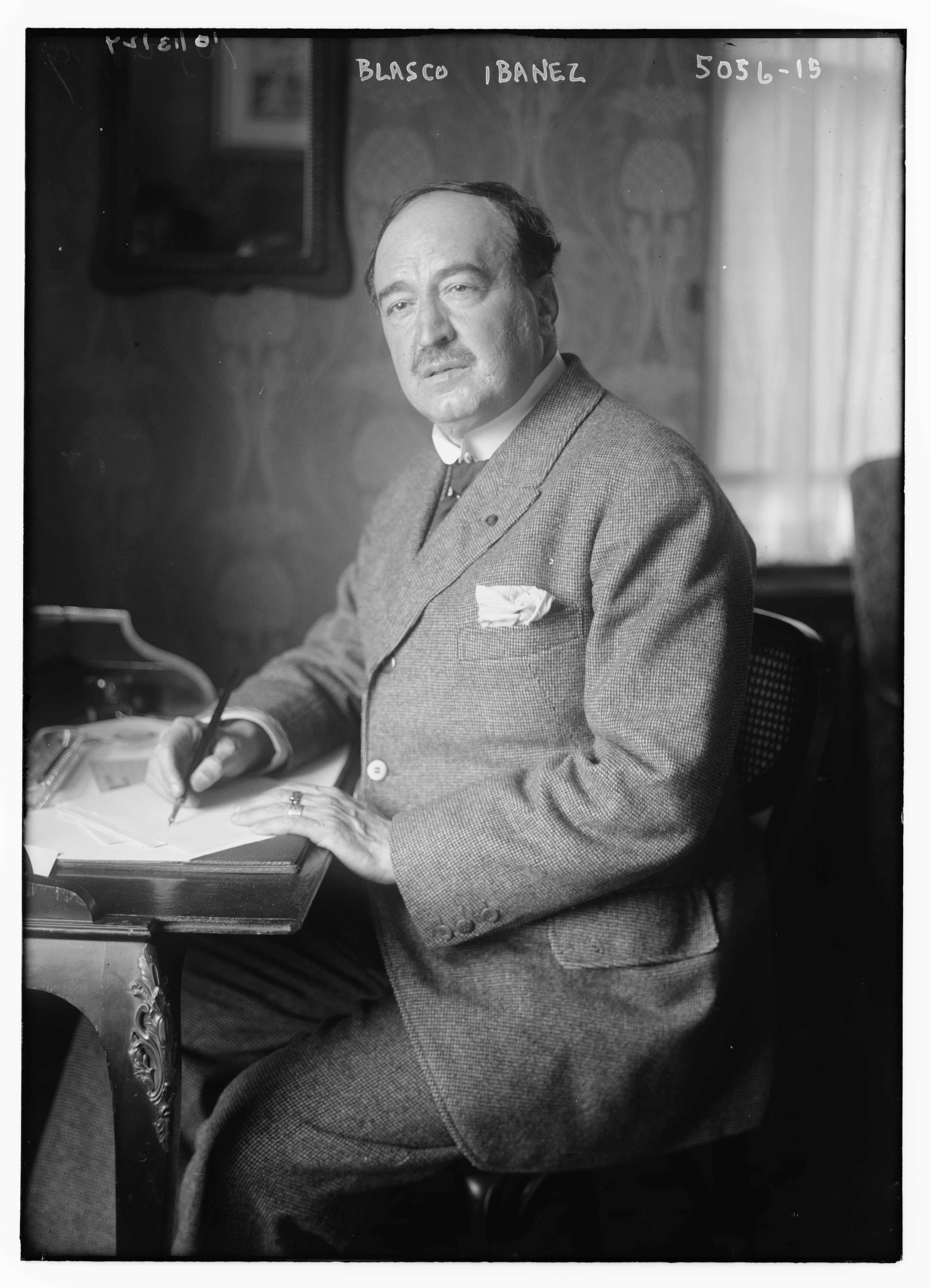
1919년

빈센트 블라스코 이바네스(Vicente Blasco Ibáñez, 1867년 1월 29일~1928년 1월 28일)는 에스파냐의 소설가이다.
정치에 흥미를 갖고 어릴 때부터 집을 떠나 파란많은 청년기를 보냈으며 시종 왕정반대의 필봉을 굽히지 않았다. 졸라의 영향을 받아 발렌시아 지방에서 소재를 얻은 향토소설<갈대와 진흙>(1902), <농가>(1898)는 자연주의적인 섬세한 필치로 묘사되어 있다. 지금은 가장 높이 평가되고 있는 이들 향토소설에서 국내문제를 다룬 사회소설로 전향했으며 다시 유럽이나 남미(南美)를 무대로 한 말하자면 세계소설로 발전한다. <피와 모래>(1908)는 가끔 영화화되고 있으며, 특히 <묵시록의 네 기사>(1916) 등은 영화화되어 너무나 유명하다. 가끔 문장이 통속적이고 소설적 구성에도 약점이 지적되고 있으나 그 상상력·표현력이 풍부하고 유창하여 세계의 독자에게 널리 알려져 있다.

## 참고 문헌
- 이 문서에는 다음커뮤니케이션(현 카카오)에서 GFDL 또는 CC-SA 라이선스로 배포한 글로벌 세계대백과사전의 "블라스코 이바네스" 항목을 기초로 작성된 글이 포함되어 있습니다.